# Eun-A Kim
Eun-A Kim, es una pianista de música clásica nacida en Corea del Sur en 1989.

## Biografía
Eun-A Kim nació en Suwon, Corea del Sur, en 1989. Su educación musical comienza a los siete años y desde 2008 a 2011 estudia en el Departamento de Música de la Universidad Nacional de Seúl, con Hie-Yon Choi. Continúa su formación en 2012 en la Universidad de Música y Artes Dramáticas de Hamburgo (Alemania) con Evgeni Koroliov. Durante años fue becada por el DAAD y el Yehudi Menuhim Live Music Now.
Recibe clases magistrales de Russell Sherman (Seúl, 2010), William Grant Nabore (Seúl, 2011), Wolfgang Manz (Seúl, 2011 y Núremberg, 2013) y Claudio Martínez Mehner (Seúl, 2011).
Participa en cursos como el Euro Music festival en Busan, Choong-Mo Kang, en 2006; el International Summer Academy Mozarteum en Salzburgo con Arnulf von Arnim, en 2009; o el Euro Music Festival & Academy en Halle con Dina Yoffe, en 2014.
Estudia en la Jacobs School of Music de la Universidad de Indiana, EUA.
Ha actuado con orquestas como la Orquesta Filarmónica de Suwon, la Orquesta de Cámara de Corea, la Orquesta Sinfónica universidad de Seúl. Ha dado recitales de piano en Seúl, Hamburgo (serie “Stars von Morgen”), en el festival Claude Debussy en la Universidad de Música y Artes Escénicas de Hamburgo.

### Premios
- Premio en el Concurso Elise-Meyer en Hamburgo, Alemania.[1]
- Premio de la Asociación de Concurso de Música de Corea.[1]
- Premio Concurso Beethoven en Corea.[1]
- Finalista en 2018 en el Concurso Internacional de Piano de Verona (Italia).[3][4]
- Primer premio en el 38 Concurso Internacional de Piano Delia Steinberg, Madrid, España, en 2019.[5][6][7]